# Ornithogalum graecum
Ornithogalum graecum är en sparrisväxtart som beskrevs av Constantine Zahariadi. Ornithogalum graecum ingår i släktet stjärnlökar, och familjen sparrisväxter.
Artens utbredningsområde är Grekland. Inga underarter finns listade i Catalogue of Life.